# Guantanamo blues
Guantanamo blues (Guantanamo Blues) is de derde aflevering van het eerste seizoen van de Noors-Amerikaanse serie Lilyhammer. De aflevering werd op 8 februari 2012 op de Noorse zender NRK1 uitgezonden. Op 6 februari verscheen de aflevering op de streamingdienst Netflix. De aflevering eindigt met de single Anyway That You Want Me van Evie Sands.

## Verhaal
Frank Tagliano en Torgeir Lien gaan naar een wanbetaler genaamd Thomas Aune. Hij heeft bij hen een schuld van 100.000 Noorse kronen openstaan. Thomas zegt dat hij het geld niet heeft, maar Frank en Torgeir nemen hier geen genoegen mee. Ze dompelen hem halfnaakt in een wak, waarna hij ze een MacBook ter waarde van 20.000 Noorse kronen geeft. Frank ziet een folder liggen van het vastgoedproject Sjusjøen Belleview en wil graag in een van de luxeappartementen wonen. Thomas belooft een appartement voor Frank vrij te houden. Ondertussen bereidt politieagente Laila Hovland zich voor op de Birkebeiner-race, waar zij wafels gaat bakken. Geir Tvedt is bang dat Frank een aanslag zal gaan plegen en hij vindt de beveiliging bij de Brikebeiner-race onvoldoende. Laila probeert Geir gerust te stellen met het feit dat zij de PST, de Noorse gehieme dienst, om informatie over Frank heeft gevraagd.
Later wordt Sjusjøen Belleview aan het publiek gepresenteerd door projectmanager Julius Backe. Ook Frank is hierbij aanwezig. Tord Haukenes, landbouwer en milieufilosoof aan de Nansen-school, bezit de grond waarover de leidingen volgens planning gaan en hij zegt dat hij weigert zijn grond te verkopen. Frank vindt Julius na de presentatie bedroefd in zijn kantoor en sluit met hem een deal; als Frank Tord toch kan overhalen om het land te verkopen krijgt hij een gratis penthouse op het westen. Hierna rijdt Frank naar een voorstelling, van Jan en een aantal immigranten, maar wordt door Geir aan de kant gezet voor een routinecontrole. Als Frank zijn rijbewijs laat zien, wijst Geir erop dat dat een brommer- en sneeuwscooterrijbewijs is. Hij krijgt een bekeuring en mag niet meer verder rijden. Frank loopt verder en mist de voorstelling. Ook belt hij agent Becker van de FBI en vraagt wat er mis is en agent Becker geeft de politie gelijk. De FBI zegt ook dat het hen niet gelukt is om Aldo Delucci op te pakken.
Als Sigrid van de voorstelling terug is, ontdekt zij dat zij zwanger is geworden. Frank begin ondertussen met rijlessen en gaat tijdens de rijles naar Tord. Hij biedt hem aan de boerderij over te kopen, maar Tord gaat niet mee in zijn aanbod. Ondertussen gaat Geir naar politiecommissaris Arve Østli en zegt dat hij de beveiliging bij de Birkebeiner-race onvoldoende vindt, maar Arve vindt dat Geir te weinig bewijs heeft dat er mogelijk een aanslag zou worden gepleegd. In de nacht vertrekken Torgeir en Frank naar het huis van Tord, waar Torgeir een ruit inslaat en daar een door hem vermoorde kip door gooit. Tord schrikt hiervan en belt de volgende dag de politie, maar zij geloven niet dat er opzet in het spel was. In de middag komt Frank naar het kinderfeestje van Jonas Haugli, waarvoor hij was uitgenodigd. Hij geeft hem de MacBook, die hij van Thomas had gekregen, als cadeau.
Na het kinderfeestje zegt Siw, de vrouw van Tord, tegen Tord dat zij genoeg van het platteland heeft en teruggaat naar de stad. Tord besluit mee te gaan en verkoopt de boerderij aan Frank. Frank loopt vervolgens een vergadering binnen tussen de eigenaren van Sjusjøen Belleview en meldt het nieuws. Hij geeft de grond over, maar wil wel mede-eigenaar van het project worden. Vervolgens vertrekken ze naar een winkelcentrum om voor het project reclame te maken. Frank spreekt daar met de rijsinstructeur af dat hij korting op een appartement krijgt als Frank zijn rijbewijs krijgt.
Hierna begint de Birkesteiner-race en Geir staat rond te kijken, wanneer hij Frank met een speelgoedpistooltje van Jonas ziet en besluit de race stop te zetten en gooit Frank op de grond. Later ziet hij dat het pistooltje niet echt was en hoofdcommissaris Østli, die door de stopzetting van de race de tijd niet kon halen en dus geen medaille kreeg, is boos. Als Frank thuis komt ontdekt hij dat Sigrid zwanger is.

## Rolverdeling
| Rol                | Acteur                 |
| ------------------ | ---------------------- |
| Frank Tagliano     | Steven Van Zandt       |
| Sigrid Haugli      | Marian Saastad Ottesen |
| Torgeir Lien       | Trond Fausa Aurvåg     |
| Geir "Elvis" Tvedt | Kyrre Hellum           |
| Laila Hovland      | Anne Krigsvoll         |
| Julius Backe       | Sven Nordin            |
| Siw Haukenes       | Anna Bache-Wiig        |
| Tord Haukenes      | Gard Eidsvold          |
| Thomas Aune        | Kyrre Haugen Sydness   |
| Arve Østli         | Finn Schau             |
| Dag Solstad        | Nils Jørgen Kaalstad   |
| Richard Nilsen     | Øystein Røger          |
| Aisha              | Nasrin Kushrawi        |
| Yusuf              | Hamid Karimi           |
| Camilla Wiesner    | Nina Woxholtt          |
| Embrik Haukenes    | Peder Holene           |